# Маргерита д’Есте (1411 – 1476)
Вижте пояснителната страница за други личности с името Маргерита д'Есте.
Маргерита д'Есте (на италиански: Margherita d'Este; * 1411, Ферара, Папска държава; † май 1476, Ферара, Папска държава) от Дом Есте, е италианска благородничка от Ферара, чрез женитба господарка на Римини.

## Произход
Тя е извънбрачна дъщеря на Николо III д’Есте (*1383, † 1441), маркграф на Ферара, Модена и Реджо, и неизвестна жена. Има множество полубратя и полусестри, сред които Ерколе I, 2-ри херцог на Ферара, Модена и Реджо.

## Биография
Маргерита д'Есте се омъжва през 1427 г. за 16-годишния Галеото Роберто Малатеста (* 1411; † 10 октомври 1432, Сантарканджело ди Романя), господар на Римини (1427 – 1432) от фамилията Малатеста. Той е незаконороден син на Пандолфо III Малатеста и Антония да Бариняно. Нейната полусестра Джинерва д'Есте се омъжва през 1434 г. за неговия по-малък брат Сиджизмондо Пандолфо Малатеста. Маргерита и Галеото имат само една дъщеря – Костанца Малатеста.
Когато съпругът ѝ решава да абдикира от властта и да влезе в манастир, тя приема избора му и се оттегля във Ферара, където на свой ред става монахиня.
Умира във Ферара през 1476 г. на около 65-годишна възраст, въпреки че някои източници казват, че е починала в Римини три години по-рано.